# Paracypridina floridaensis
Paracypridina floridaensis är en kräftdjursart som beskrevs av Louis S. Kornicker 1984. Paracypridina floridaensis ingår i släktet Paracypridina och familjen Cypridinidae. Inga underarter finns listade i Catalogue of Life.